# Astrophytum ornatum
Espèce
Classification phylogénétique
Statut de conservation UICN

 VU B1ab(iii,iv,v) : Vulnérable
Statut CITES
Astrophytum ornatum, le Cactus-étoile orné, est une espèce de plante grasse du genre Astrophytum et de la famille des Cactaceae.
Découvert en 1827 par Thomas Coulter au Mexique (Hidalgo), ce cactus est décrit en 1828 par De Candolle avec la dénomination Echinocactus ornatus.

## Liste des variétés
Selon Tropicos (9 janvier 2016) (Attention liste brute contenant possiblement des synonymes) :
- Astrophytum ornatum var. glabrescens (K. Schum.) Krainz
- Astrophytum ornatum var. mirbelii (Lem.) Krainz
- Astrophytum ornatum var. niveum Schütz & Fleisch.
- Astrophytum ornatum var. strongylogonum Backeb.
- Astrophytum ornatum var. virens Schütz & Fleisch.

## Répartition
L'espèce est originaire et endémique du Mexique central.

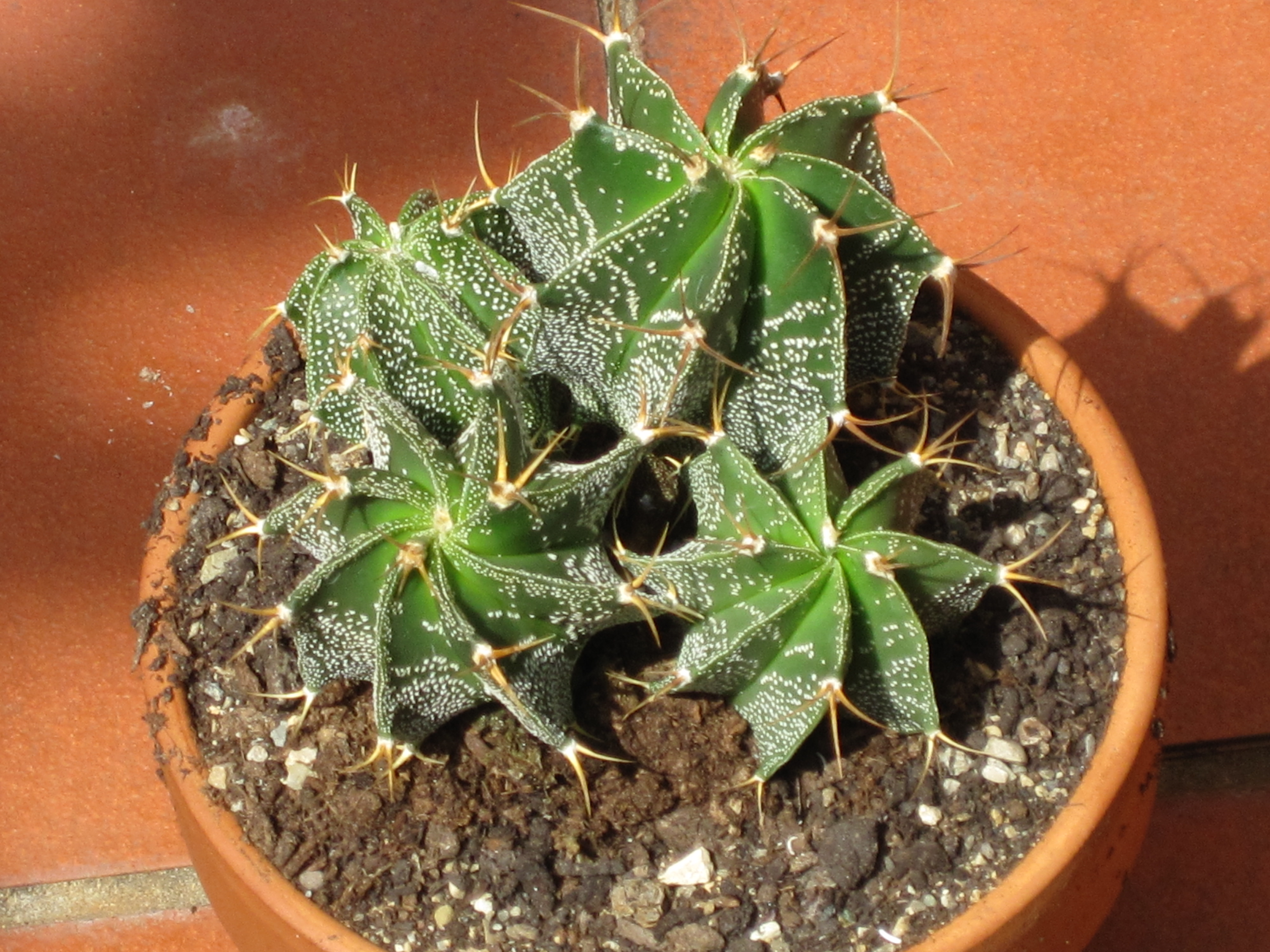
Groupe de Astrophytum ornatum cultivé.

## Description
L'espèce est de taille moyenne, pouvant atteindre jusqu'à 30 cm de diamètre et parfois plus d' 1 mètre de haut.
Elle présente en général 8 côtes très marquées avec des bouquets d'épines. Elle est parsemée de minuscules taches blanches.

## Liens externes

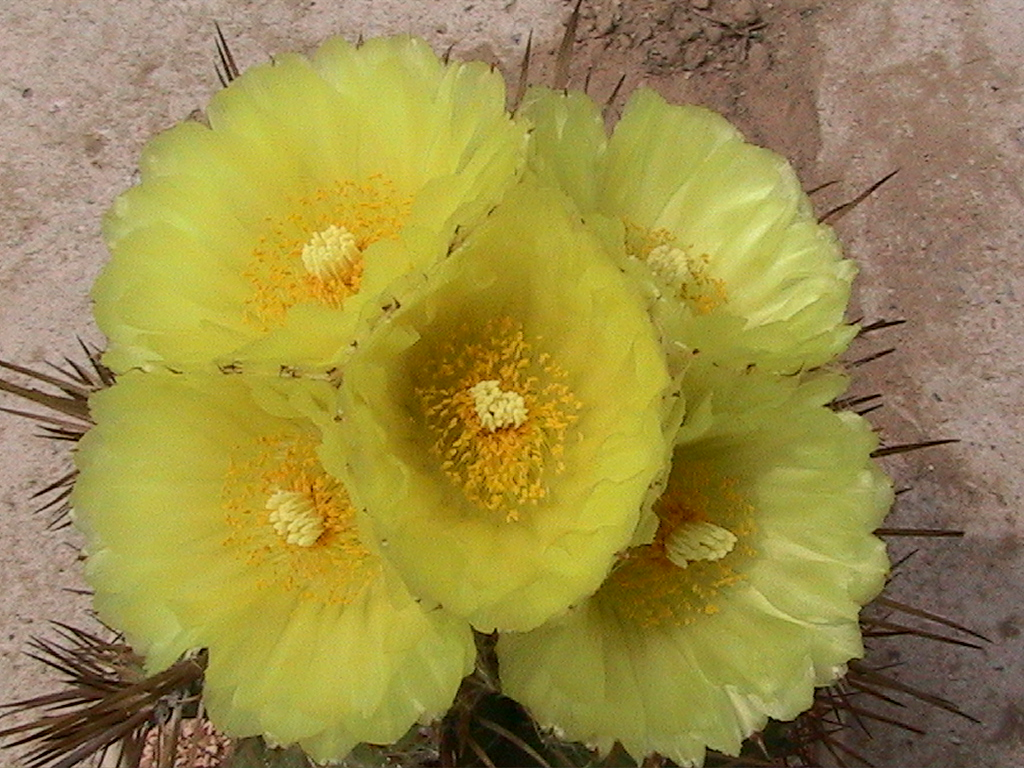
Astrophytum ornatum en fleur

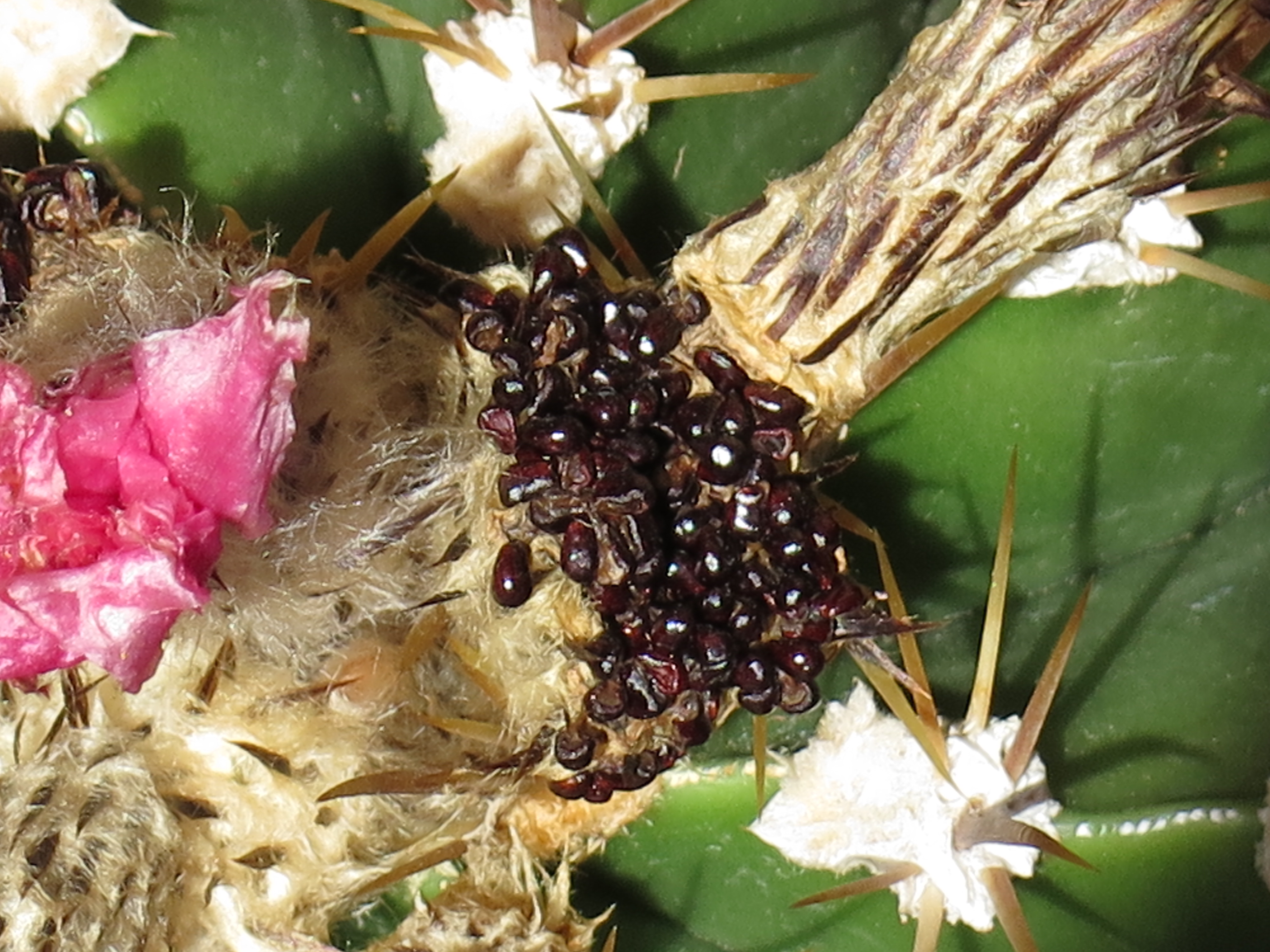
Astrophytum ornatum avec graines

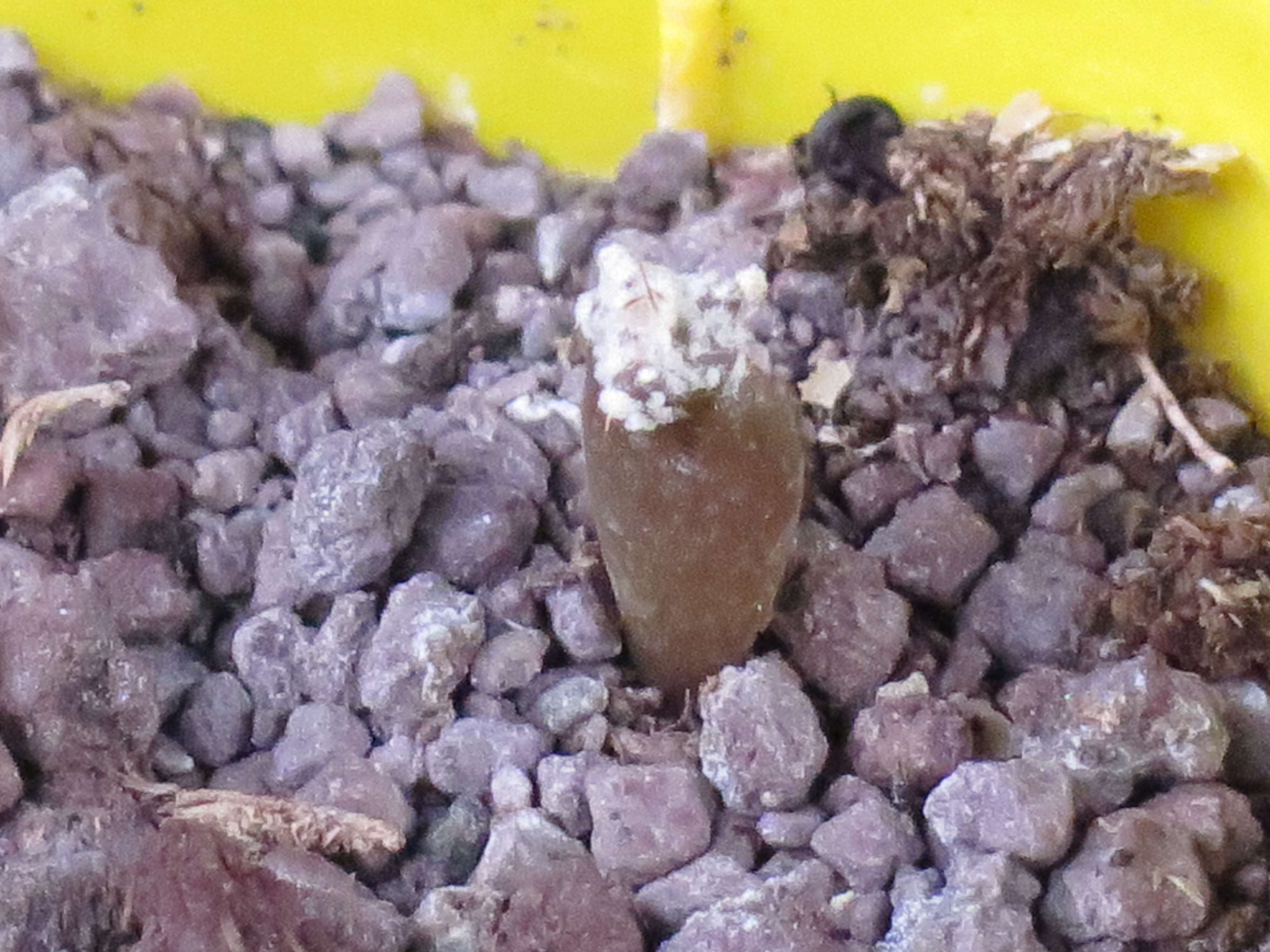
Un semis dastrophytum ornatum âgé d'un mois

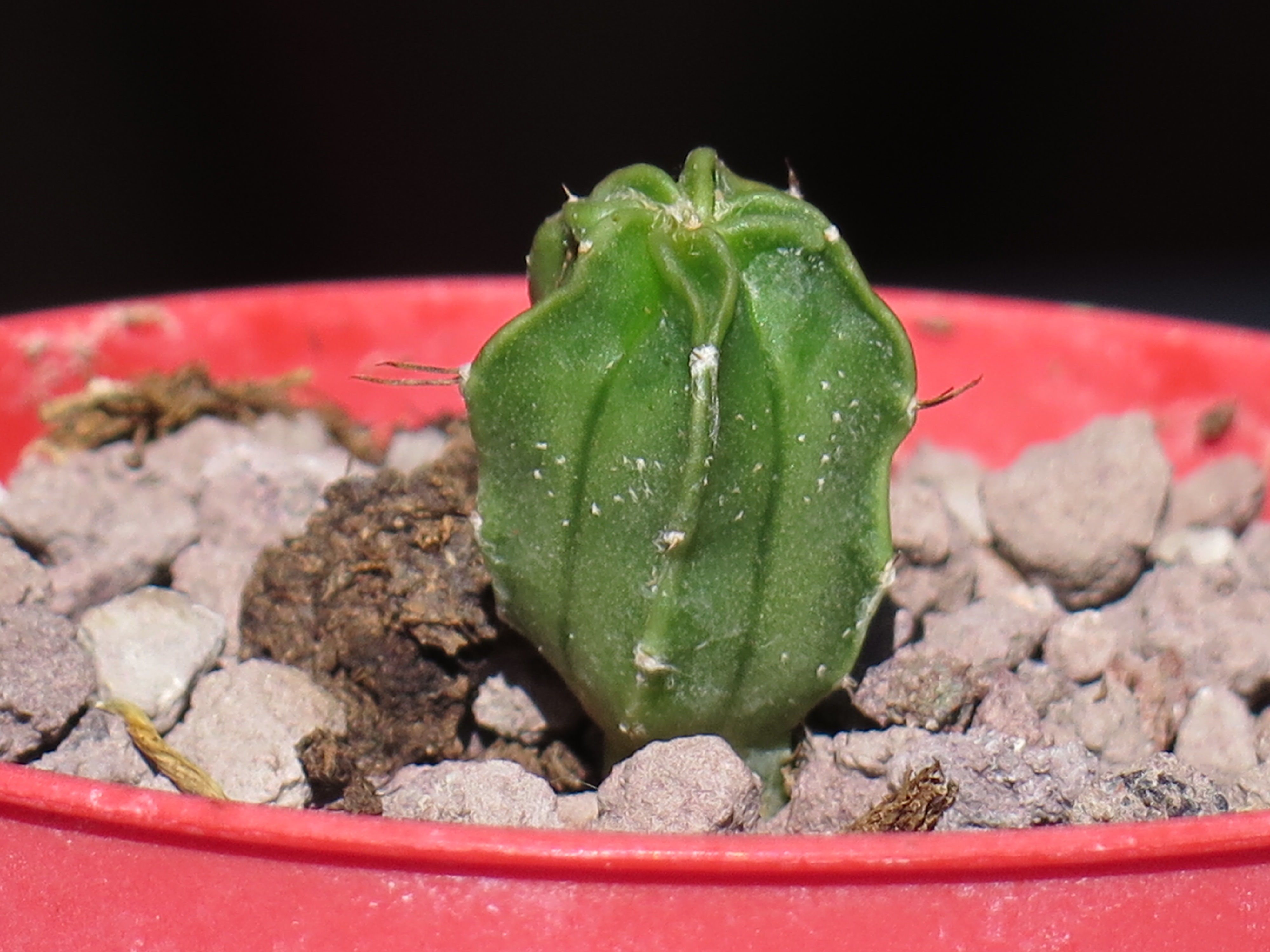
Astrophytum ornatum un an après le semis